# Русский народный танец

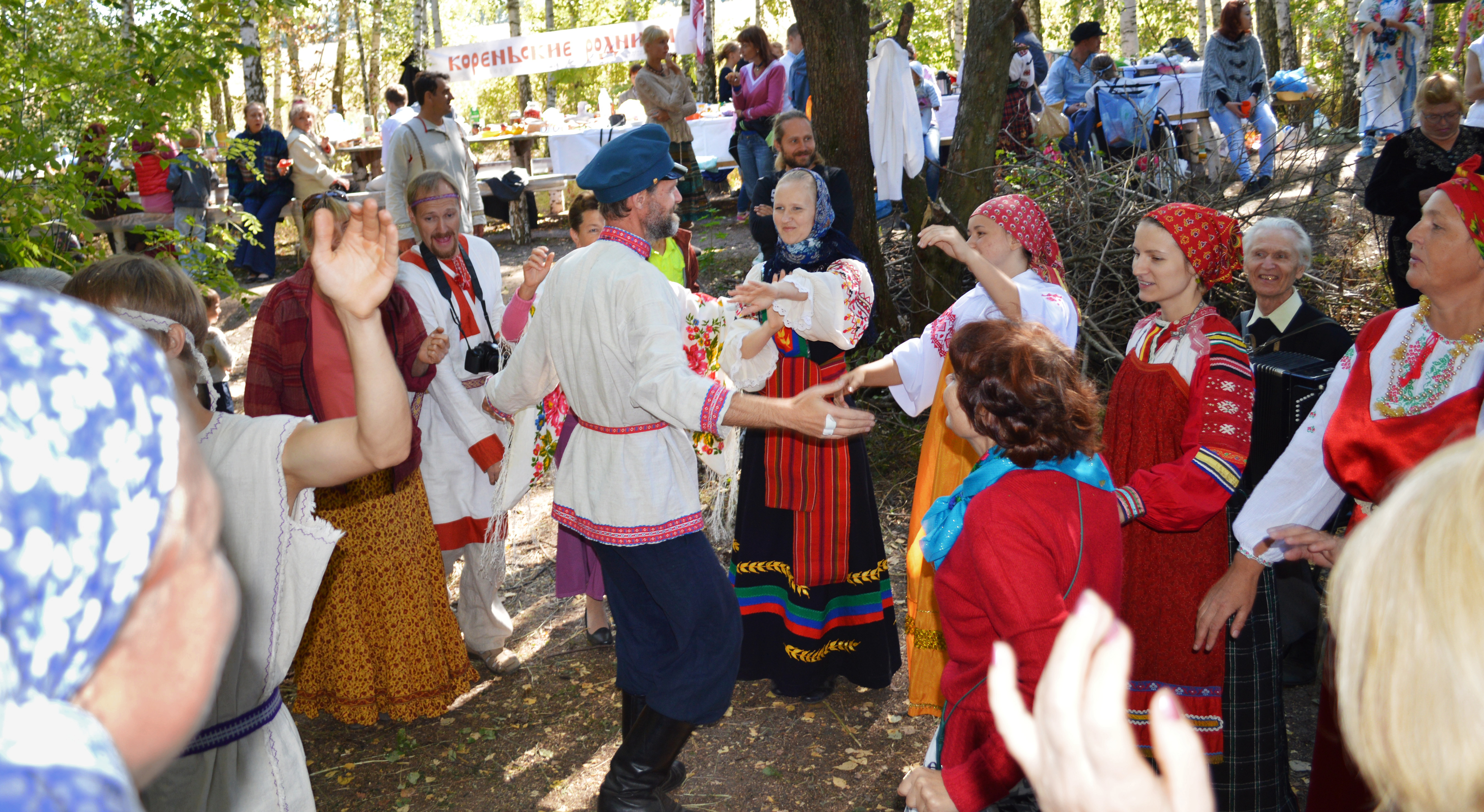
Пляска. Белгородская область, 2014

Русский народный танец — русское народное танцевальное искусство, представленное в виде народного самодеятельного или постановочного сценического танца. Для мужской пляски характерны удаль, широта души, юмор; женский танец отличается плавностью, величавостью, лёгким кокетством. Русские танцы являются неотъемлемой частью русской национальной культуры.
Известный исследователь фольклора народов России Якоб Штелин в XVIII веке писал:

Во всём государстве среди простого народа издавна существует обычай петь на полях и под пение девушек и женщин танцевать русские танцы. … Во всём танцевальном искусстве Европы не сыскать такого танца, который мог бы превзойти русскую деревенскую пляску, если она исполняется красивой девушкой-подростком или молодой женщиной, и никакой другой национальный танец в мире не сравнится по привлекательности с этой пляской.

## Особенности
Наиболее древними являются два жанра народного танца: хоровод и пляска. Движения в некоторых танцах имитировали движения животных и птиц, в других — отражали трудовые процессы (посев, жатва, ткачество).

Особенность русских народных танцев — в сочетании стыдливости, скромности, благопристойности и эротизма: степенные лирические хороводы в длинном закрытом платье, не облегающем, но подчеркивающем красоту женской фигуры, где каждый жест руки сдержан, но бесконечно грациозен; широкая русская пляска, где многие мужские движения исполняются на полу (метелица, ползунец и др.), что полностью отсутствует в женской лексике. Так выражается уважение к женщине, преклонение перед её красотой. Тут же в танце мужчина может встать, подхватить женщину и закружить в своих крепких руках, показав тем самым бурю эмоций к ней и свою силу.   — Шилова А. С.
Первоначальный танец, как и песня, выполнял магическую роль, поэтому в календарно-обрядовых танцах сохранилось много архаичных черт. Связь русского народного танца с обрядами была характерна для многих хороводов и некоторых видов пляски. Одиночная пляска, перепляс и кадриль не были связаны с обрядами.
Русский народный танец, в зависимости от местности, исполняется по-своему. На Севере — степенно, величаво. В Центральной части — то спокойно и лирично, то живо и весело. На Юге — задорно, с удалью. Вместе с тем существуют и общие черты русского народного танца, обусловленные в немалой степени национальным характером народа. Мужской танец отличают необыкновенная жизнерадостность, юмор, размах, уважительное отношение к партнерам. Для женского танца характерны плавность, задушевность, женственность, благородство, несмотря на то, что иногда он исполняется живо и задорно.
Традиционное обучение танцам в естественной деревенской среде проходило в три этапа:
1. «Игровой этап». Дети 5—10 лет постигали танцев основы через игры, в которых использовались музыка, пение, простые танцевальные элементы.
2. «Технический этап». Подростки 11—15 лет осваивали сложные элементы, разучивали танцы полностью, но пока не участвовали в танцах со взрослыми.
3. «Мастерский этап». Парни и девушки 16—18 лет посещали деревенские вечёрки и могли участвовать в танцах, во время которых оттачивали свою индивидуальную манеру[6].

## Этническое зонирование
Общепринятая в этнографии система деления территории России на сложившиеся к началу XX века этнические зоны (северорусскую, среднерусскую, южнорусскую, русско-белорусскую, русско-украинскую, Поволжье, Урал, Сибирь и Дальний Восток, казачество) наиболее полно отражает разнообразие изменения танцевальных традиций и региональных особенностей русского народного танца.
- Северный регион: Архангельская, Вологодская, Ленинградская, Новгородская области, север Костромской, Ярославской, Тверской, Ивановской, Нижегородской областей, часть Псковской области, прибрежные районы Мурманской области;
- Южный регион: Калужская, Орловская, Тульская, Липецкая, Рязанская, Тамбовская, Пензенская области, восточные районы Воронежской и северные районы Волгоградской областей;
- Центральный регион: Московская, Владимирская, центральная и южная часть Тверской, Ярославской, Костромской, Ивановской, Нижегородской областей, восточные районы Смоленской и южные районы Псковской областей;
- Поволжье: Ульяновская, Самарская, Саратовская области;
- Русско-белорусское пограничье: Брянская область и западные районы Смоленской области;
- Русско-украинское пограничье: Курская, Белгородская, южные районы Воронежской области;
- Урал: Пермская, Свердловская, Челябинская области, восточные районы Оренбургской и западные районы Курганской областей;
- Сибирь и Дальний Восток: Западная Сибирь — Алтайский край, Новосибирская, Омская, Томская, Кемеровская области; Восточная Сибирь — Иркутская область, Хабаровский, Красноярский и Приморский края;
- Казачество по группам: уральские, астраханские, оренбургские, кубанские, донские, терские, сибирские, семиреченские, забайкальские, амурские, уссурийские, некрасовские казаки[5].

## Основные жанры
В научной литературе существует много подходов к классификации русских народных танцев. Некоторые исследователи подразделяют их в зависимости от песен, под которые они исполняется, по количеству исполнителей, в соответствии с рисунком танца, по движениям в танце. В основу классификации могут быть положены и трудовые процессы, по названию персонажа, изображённого в танце. Известный хореограф, фольклорист, народная артистка России Т. А. Устинова наряду с хороводами и кадрилями выделяет пляски-импровизации и игровые танцы.
Исследователь русского народного танца, создатель школы русского народного танца, народный артист России А. А. Климов классифицирует русский народный танец по жанровому принципу, выделяя хороводы, пляски и более поздние парные танцы (кадрили, польки и др.). Этот подход считается[кем?] наиболее целесообразным.
За основу классификации русских народных танцев берётся их хореографическая структура. Русский народный танец делится на хороводы (в том числе круговые, орнаментальные, игровые) и танки (иногда танок считается подвидом хоровода), пляски (одиночная женская и мужская пляска, парная пляска, групповая традиционная пляска, массовый пляс) и переплясы (мужской, женский, смешанный, групповой), кадрили (включая более поздние по происхождению виды танцев — ланце и польку).

### Хоровод

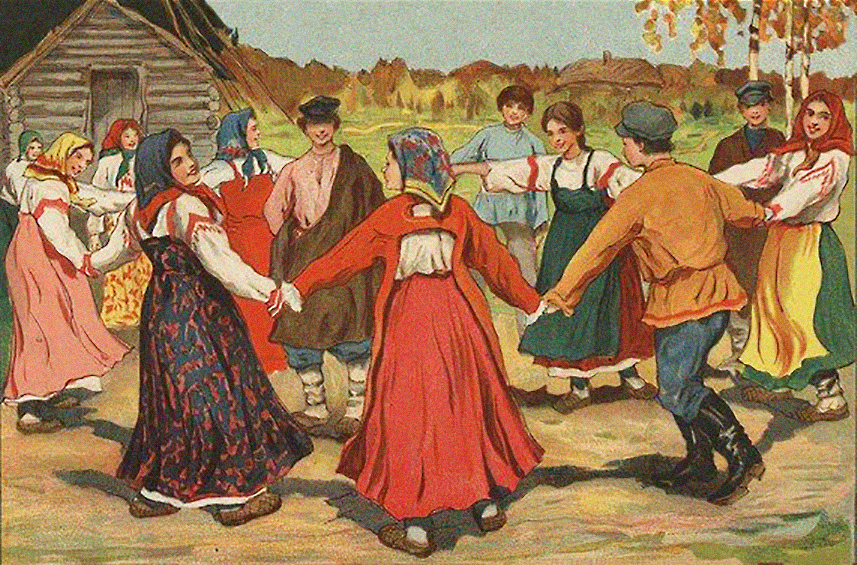
Хоровод. Фрагмент литографии Товарищества И. Д. Сытина. 1900-е гг.

Хороводы (ю.-рус. танки, карагоды) и хороводные песни, отделившись от обрядов, во многом сохранили тематику, поэтические образы, форму старинных игр, их мелодику, лад, склад стиха и строчную структуру. Хороводы стали излюбленным видом народных развлечений с конца XVII века, особенно среди молодёжи.
Хоровод и его южнорусский аналог карагод — это одновременно танец, песня и игра. Исполняются чаще по кругу, взявшись за руки, обычно сопровождаются песней, иногда в виде диалога участников. Хороводы бывают женские и смешанные. В каждом регионе России существуют свои особенности исполнения хороводов — в движениях и переходах. Танцевальные рисунки, фигуры могут быть как женскими и мужскими, так и совместными. Часто в хороводной песне есть действие. Участники хоровода стараются инсценировать содержание песни. В хороводе всегда проявляется чувство единения, товарищества. Его участники, как правило, держатся за руки, иногда — за один палец (мизинец), часто за платок, шаль, пояс, венок.
Хороводы бывают: орнаментальными (плясовыми); игровыми. Иногда выделяют, как особую группу хороводов, пляски по кругу.
Орнаментальные (плясовые) хороводы
В орнаментальных хороводах тексты песен, исполняемые во время танца, не содержат конкретного действия, ярко выраженного сюжета, участники хоровода ходят кругом, рядами, заплетают из хороводной цепи различные фигуры-орнаменты. Содержание песен, сопровождающих орнаментальные хороводы, чаще всего связаны с образами русской природы, коллективным трудом, бытом и может быть лирическое, эпическое, драматическое или шуточное. Особо стоят песни, отражающие трудовые процессы: сеяние проса, уборку льна, плетение плетня, изготовление полотна и пр. Песню поют все участники хоровода. Запевала только начинает, задавая тон и устанавливая темп. Участники подхватывают и продолжают петь до конца. Исполнение каждого орнаментального хоровода отличается строгостью форм и малым количеством фигур. Весь хоровод чаще всего состоит из нескольких фигур, которые органично переходят, переливаются, перестраиваются из одной в другую.
Игровые хороводы
В песнях игровых хороводов есть действующие лица, игровой сюжет. Содержание песни разыгрывается в лицах, и исполнители с помощью пляски, мимики, жестов играют различные образы, характеры героев. Темы таких хороводов отражают жизнь и быт народа: трудовые процессы, любовная и сказочная темы и т. д. В отличие от орнаментальных хороводов, в них рисунок проще, нет такого разнообразия танцевальных фигур. С точки зрения композиции эти хороводы строятся по кругу, или линиями, или парами.
Пляски по кругу
Пляски по кругу отличаются от орнаментальных (плясовых) хороводов степенью исполнительского мастерства и относительной независимости пары исполнителей от остальных участников, как, например, в «Польке», «Матане», «Акулинке» или «Тимоне». Содержание песен в большинстве своём шуточное, бытовое или лирическое. Песни поют часто только зрители, стоящие вокруг, а не танцующие, и под аккомпанемент музыкантов. Темпы значительно быстрее, чем в хороводных-плясовых песнях.
Хоровод распространён по всей России, и каждый регион вносит что-то своё, создавая разнообразие в стиле, композиции, характере и манере исполнения. Любая фигура хоровода может иметь не одно-единственное, определённое и постоянное назначение. Не меняя построения фигуры и рисунка, участники хоровода могли передавать различное содержание, настроение.
Русские традиционные хороводы распределены по времени года и праздничным дням. Сельские начинаются с Пасхи и продолжаются до рабочей поры; другие появляются с Обжинок и оканчиваются при наступлении зимы.
Тано́к
Танок — древний южнорусский и украинский народный массовый обрядовый танец, с песней и элементами игры. Иногда считают особым видом хоровода. Основной областью распространения танков являются центральные и южные районы Курской области, северо-запад Белгородской области (бассейн реки Псёл). Понятие «водить танки» соответствует общерусскому понятию «водить хороводы». Знаток южнорусской фольклорной традиции Анна Васильевна Руднева писала: «Танки — это хороводы преимущественно плясового характера с развитыми хореографическими построениями и множеством фигур. Но есть танки с элементами сценического действия — игрового начала».
Особенности танка:
- Танки сопровождались пением самих участников, без музыкального сопровождения (карагоды обычно исполнялись под аккомпанемент местных музыкантов).
- В отличие от карагодов, движения часто линейные («улицами»), друг напротив друга.

### Русская пляска

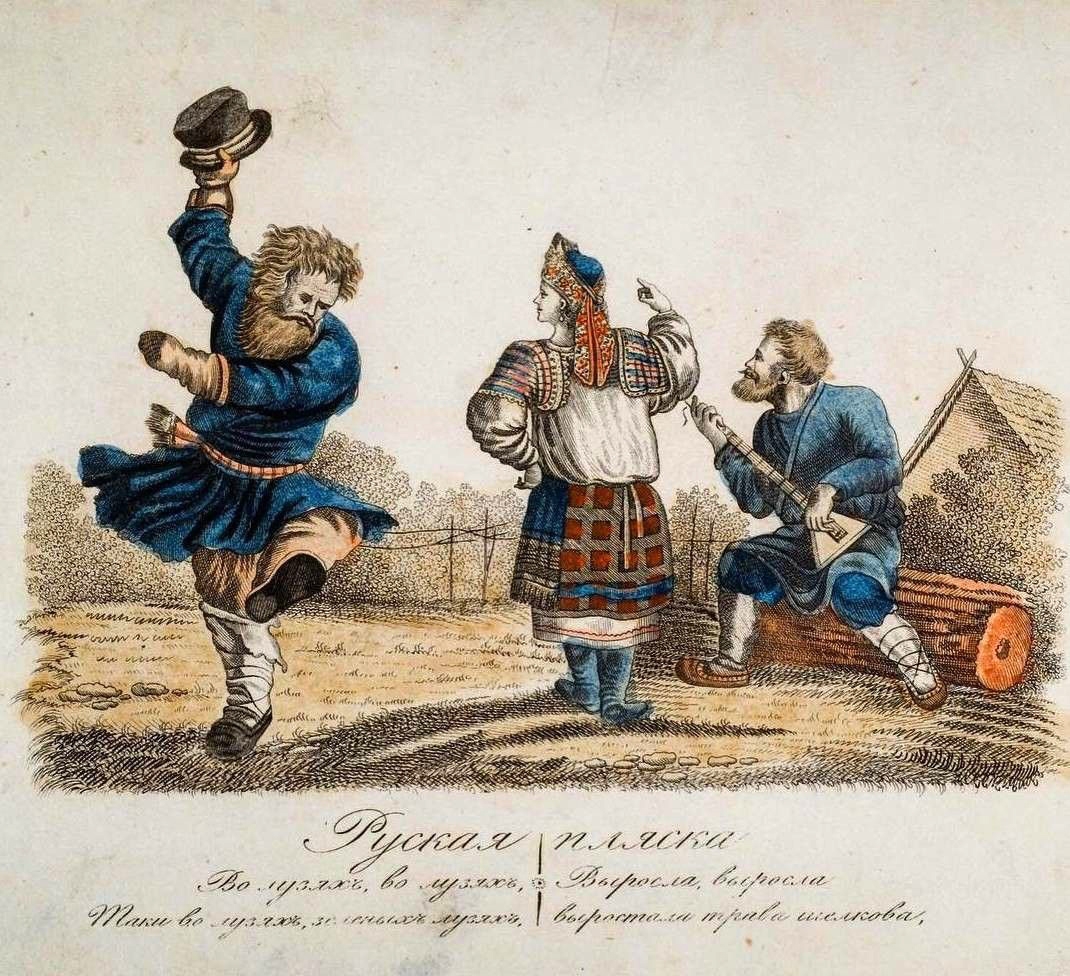
Русская пляска «Во лузях»

Пляски или плясовые — это ранние обрядовые, а сейчас — бытовые танцы. Танец представляет собой движения, которые с каждым тактом становятся все более разнообразными, что является характерной особенностью пляски. Пляска — наиболее распространённый и любимый сейчас импровизационный жанр народного танца. Пляска бывает: одиночная, парная, перепляс, массовый пляс, групповая пляска и др. В каждом регионе России существует свой, местный тип пляски. Плясовые фигуры — коленца — очень разнообразны. Участники пляски свободно используют их по своему усмотрению. Нет регламентированного передвижения танцоров по плясовому полю: каждый мог занять то место, которое ему хотелось. Наиболее распространённые, устоявшиеся виды русской пляски: одиночная (сольная) пляска, парная пляска, перепляс, массовый пляс и групповая традиционная пляска (карагод). В групповой пляске может участвовать много людей, но чаще её состав ограничивается сравнительно небольшой группой исполнителей, в некоторых случаях групповая пляска имеет постоянный состав исполнителей.
Основные приемы пляски:
- хлопушки;
- шаг;
- присядки;
- коленца;
- дробь.

Перепляс — это соревнование в виртуозности движений, в силе, ловкости, выносливости, изобретательности, показ характера исполнителя, демонстрация виртуозности исполнения движений — колен. Его исполнение носит импровизационный характер. В переплясе соревнуются не только мужчина с мужчиной или женщина с женщиной, но и мужчина с женщиной или целые группы танцоров. Перепляс исполняется под стандартные народные мелодии или под частушки. Переплясывая, один из плясунов показывал одно движение или их комбинацию, соперник должен был их в точности повторить. Затем показывал свои. С каждым выходом движения усложнялись. Иногда в переплясе были другие правила: соревнующиеся попеременно показывали свои движения, при этом нельзя было повторять предыдущие. Проигрывал тот, у кого первого заканчивался набор «выкрутасов». Порой танцевали одновременно «до упа́ду» — кто первый упадёт от усталости.
Самые известные пляски в России: Русского (на задор), Бешеная, Голубец, Барыня, Камаринская, Трепака, Бычок, Кружка, Топтуша (топотуша), Семечка, Матаня, Ломание.

### Русская кадриль

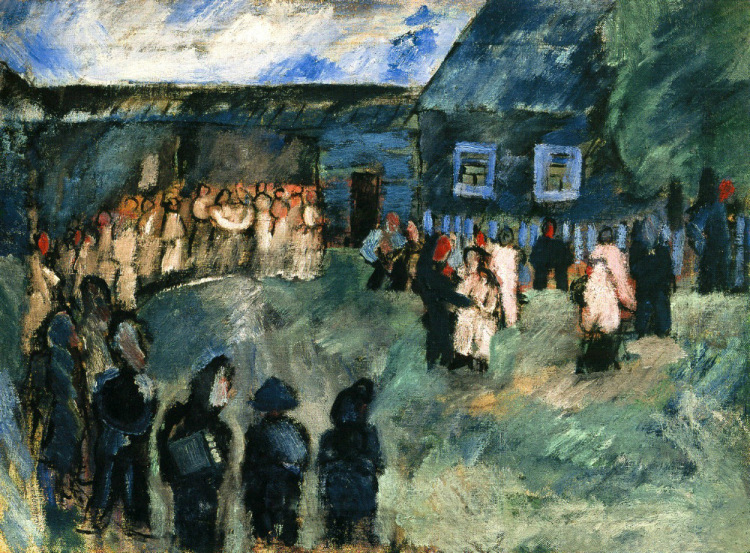
Н. Прокошев, Деревенская кадриль. 1931

Кадриль (парный танец) — наиболее молодой вид русского танца, основой которому послужила классическая французская кадриль.
Она встречается на всей территории России, за исключением некоторых мест русско-украинского пограничья. Танец появился в России в начале XVIII века, в эпоху преобразований Петра I. После указа о введении ассамблей (1718) бальнaя кадриль постепенно была подхвачена и недворянским сословием. Знакомство с кадрилью происходило на основе рассказа крепостных слуг и различных служащих людей, которые, увидев исполнение танца аристократами, повторяли запомнившиеся им фигуры, переделывая их на свой лад. Жители различных российских сёл и городов знакомились с кадрилью на торговых ярмарках, танец быстро стал популярен.
Войдя в народный быт, кадриль сильно видоизменилась, многие движения создавались заново. Мелодия и манера исполнения приобрели национальный колорит. Появилось множество вариантов танца: четвёра, шестёра, семёра, восьмёра, кадрель, ланце и т. д.
Из огромного множества кадрилей по форме композиционного построения можно выделить три группы: квадратные (угловые), линейные (двухрядные) и круговые. Эти формы построения не всегда выдерживаются от первой фигуры до последней: обычно смешиваются линейные и круговые или угловые и круговые кадрили, при этом смешение происходит чаще всего внутри определённой фигуры. В ряде кадрилей встречаются фигуры с другими формами построения.
Русская кадриль как по манере исполнения, так и по своим фигурам значительно отличается от своего первоисточника — бальной кадрили. В русской кадрили от 3 до 14 фигур. Название одних из них чётко соответствует содержанию («знакомство», «девки нарасхват», «петухи»), названия других происходят от места бытования кадрили («клинская», «шуйская», «похвистневская», «давыдковская»). Появились и фигуры, заимствованные из пляски и перепляса («перепляс», «барыня», «камаринская», «топотуха с переплясом»), а также из других бальных танцев («вальс» и «полька»). Разнообразный рисунок русской кадрили состоит из таких элементов, как «корзиночка», «воротца», «звёздочка», «гребёнка», «круг».
Как и в бальной кадрили, в русской кадрили большинство фигур заканчивается кружением в парах и поклоном исполнителей, каждая фигура отделяется от последующей паузой (объявлением названия следующей фигуры, притопом или хлопком).

## Борьба с «кулацким искусством» в СССР
В СССР до 1930-х годов развитие хореографического фольклора проходило в рамках бытового народного творчества, а народно-сценических танцев — в рамках фольклорной традиции. В начале 1930-х годов в прессе с подачи советского руководства была инициирована широкая дискуссия о том, нужно ли советскому народу старое крестьянское искусство, и как следствие, в первую очередь русское бытовое народное творчество становится олицетворением враждебного «кулацкого искусства». В стране была развёрнута кампания по борьбе с «кулацкими пережитками» в быту и культуре. Под лозунгом «воспитания трудящихся масс» происходило уничтожение русской народной бытовой обрядности, традиционного народного творчества. Результатом явилось резкое падение престижа традиционной обрядности и бытового народного песенно-танцевального творчества в среде интеллигенции, а также у молодёжи.
23 апреля 1932 года было принято Постановления ЦК ВКП(б) «О перестройке литературно-художественных организаций». С этого периода становится непререкаемым мнение о том, что право работать с «народными исполнителями» должно принадлежать только «квалифицированным» специалистам, только им «можно поручить это ответственное дело». В качестве «квалифицированных специалистов» в области традиционного хореографического фольклора стали считать людей, получивших образование в академической балетной школе как артисты балета, знающих народные танцы по спектаклям, шедшим на сценах императорских театров. Руководство народным танцевальным искусством в тот период оказалось в руках людей, для которых народные танцы были «примитивом», лишь «материалом для собственного творчества» и в целом были «не современными». На Международном фестивале народного танца в Лондоне (1935) советские танцоры рассказывали: «Руководители натаскивают учеников, преподнося им вместо русской пляски какую-то чудовищную окрошку из самых необыкновенных движений и па». «Основа подлинной русской пляски отошла на второй и третий план, уступив место пресловутой „чечётке“, дешёвому трюкачеству или сусально-балетному стилю „рус“… Мы подлинную стихию народного танца подменяем оскорбительной фальшью, насыщаем балетным сахарином».
На государственном уровне начали создаваться профессиональные образцово-показательные коллективы «народного» танца под руководством «квалифицированных балетмейстеров». В стране начинает функционировать единая, широко разветвлённая сеть «научно-методического руководства самодеятельностью». В стране складывалась парадоксальная ситуация. То, что в средствах массовой информации называлось «народным творчеством» (танцевальная самодеятельность), не было таковым. Самодеятельность либо копировала постановки профессиональных ансамблей, либо черпала из них материал для собственных выступлений. Профессиональные же коллективы в своём творчестве опирались на репертуар танцевальной самодеятельности, считая его «творчеством народа».

Деятели хореографии, посвятившие свою творческую жизнь народному танцевальному искусству, в основу подхода к фольклорным образцам взяли метод художественного осмысления виденного у народа и образную передачу на сцене народных мыслей, богатство его воображения… Те, кто пошли по пути голого фотографирования фольклора, либо прекратили свое существование, либо должны были в скором времени отказаться от этого и перейти на путь творческого подхода.— Борзов А. А. Вопросы утверждения нового жанра сценической хореографии
И по сегодняшний день в России ощущается острый недостаток хореографов, владеющих знаниями в области народной культуры, в частности, танцевального фольклора. «Их, попросту говоря, не готовит ни одно учебное заведение Российской Федерации. Более того, такой профессии, как хореограф-фольклорист нет даже в классификаторе профессий, утвержденных на государственном уровне».

## Сценический народный танец
Как особую группу выделяют русские сценические народные танцы. В отличие от бытового народного танца, который исполняется в первую очередь «для себя» (т. е. для удовольствия  самих  танцующих), сценический создаётся для показа зрительской аудитории. Эстетическая функция, связанная с удовлетворением художественных запросов зрителей становится для него определяющей. Такие танцы являются авторскими произведениями. Костюмы в них обычно однообразные стилизованные. «Квалифицированными специалистами» и постановщиками сценических народных танцев часто являются люди, получившие образование в академической балетной школе.
Они зародились в СССР в 1930-е годы. В них движения народного танца соединены со сценическими выразительными приёмами, присущими классическому танцу. В таких сценических танцах традиционное исполнение подвергается трансформациям и происходит:
- усиление средств выразительности за счёт усложнения рисунка, технизация лексики, увеличение динамики, придание большей экспрессии исполнительской манере;
- разработка новой драматургии и сюжетного типа, введение приёмов режиссуры;
- обогащение материалами из косвенных источников[23].

Для творчества профессиональных ансамблей народного танца характерна сценическая обработка — создание новых художественных произведений, которые не основываются целиком на фольклорном материале и поэтому не являются подлинниками народного искусства.